# Cryptoleucopterix plumbea
El busardo plomizo, gavilán pizarra, gavilán plomizo o gavalón plomizo menor (Cryptoleucopterix plumbea) es una especie de ave de rapiña de la familia Accipitridae. Es nativo del extremo este de América Central y del noroeste de América del Sur.

## Distribución
Se encuentra en Colombia, Ecuador, Panamá y Perú. 

## Hábitat
Su hábitat natural son los bosques húmedos subtropicales o tropicales de tierras bajas. Está amenazada por pérdida de hábitat.